# Mobility
Mobility byl český odborný časopis, jehož hlavním tématem byly mobilní telefony, mobilní operátoři a mobilní aplikace. Časopis postupně vedli šéfredaktoři Marek Lutonský, Tereza Bočková (dříve Bartošíková) a Tomáš Doseděl. Mezi redaktory patřili Petr Broža, Ivan Lukáš, Ivo Kocera a Pavel Tomek.
Vedle samotného časopisu Mobility vyšlo v 2006–2010 celkem 10 rozsáhlých speciálů Katalog mobilů a v letech 2005–2006 10 čísel časopisu MobilMania.
Od roku 1999 do roku 2010 patřil měsíčník do portfolia brněnské společnosti Computer Press. V roce 2010 časopis přešel pod vydavatelský dům Mladá fronta, která jej v prosinci 2011 zastavila. Část redaktorů v roce 2012 založila nástupnický web Mobinfo.cz.